# Réserve indienne des Yakamas
La réserve indienne des Yakamas (Yakama Indian Reservation) est située sur le flanc oriental de la chaîne des Cascades dans le sud de l’État de Washington. La réserve est peuplée par les membres des tribus amérindienne des Yakamas, Klickitat, Palouses, Walla Walla, Wanapums, Wenatchi et Wishram.

## Géographie et topographie

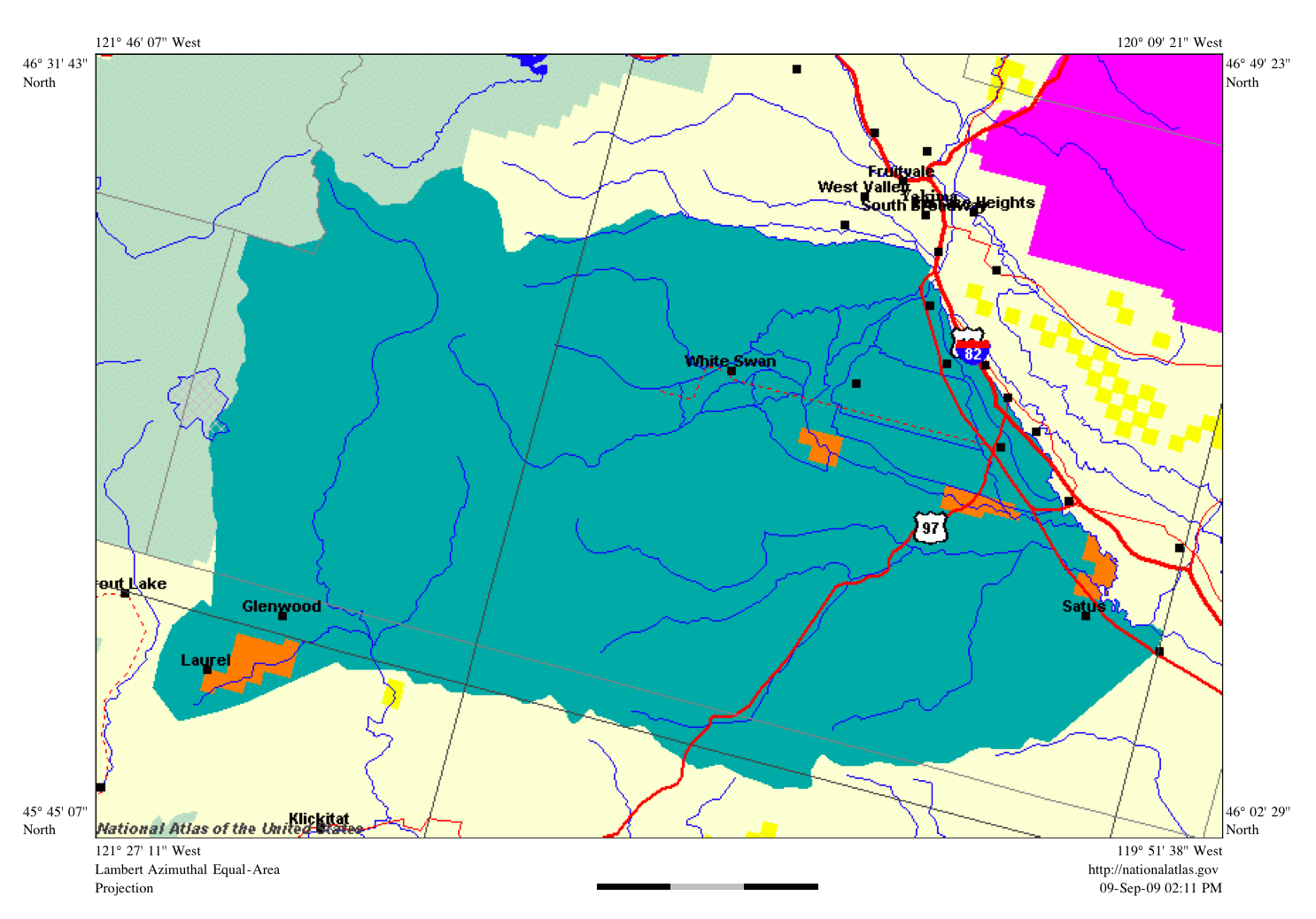
Carte de la réserve.

La réserve est située du côté est de la chaîne des Cascades, dans le sud de l'État de Washington. La partie orientale du mont Adams se trouve sur ce territoire. Selon le Bureau du recensement des États-Unis, la réserve couvre une superficie de 5 661,56 km2 et la population en 2000 était de 31 799 habitants. Sa population s'élève aujourd'hui à 31 466 habitants selon l'American Community Survey. Elle se situe principalement dans le comté de Yakima, et à la limite nord du comté de Klickitat dans l'État de Washington. La plus grande ville de la réserve est Toppenish.
Environ 80 % des terres de la réserve sont détenues en fiducie par le gouvernement fédéral au profit de la tribu et de ses membres. Les 20 % restants des terres de la réserve sont des propriétés privées.
Environ 410 000 acres de la réserve sont des terres de parcours arbustives et steppiques ; en 2014, environ 15 000 chevaux sauvages parcouraient ces terres, ce qui représente une population plusieurs fois supérieure à ce que ces terres peuvent supporter. 

## Histoire
La réserve a été créée en 1855 par un traité signé par le gouverneur du territoire de Washington, Isaac Stevens, et certains représentants de la tribu des Yakama lors du conseil de Walla Walla. Plusieurs dirigeants autochtones ont estimé que ces représentants n’avaient pas le pouvoir de céder des terres communales et n’avaient pas obtenu le consensus du conseil ou de la tribu au complet. Un différend sur les conditions du traité a conduit à la guerre Yakima (1855-1858), que les Yakama et les tribus alliées ont menée contre les États-Unis.

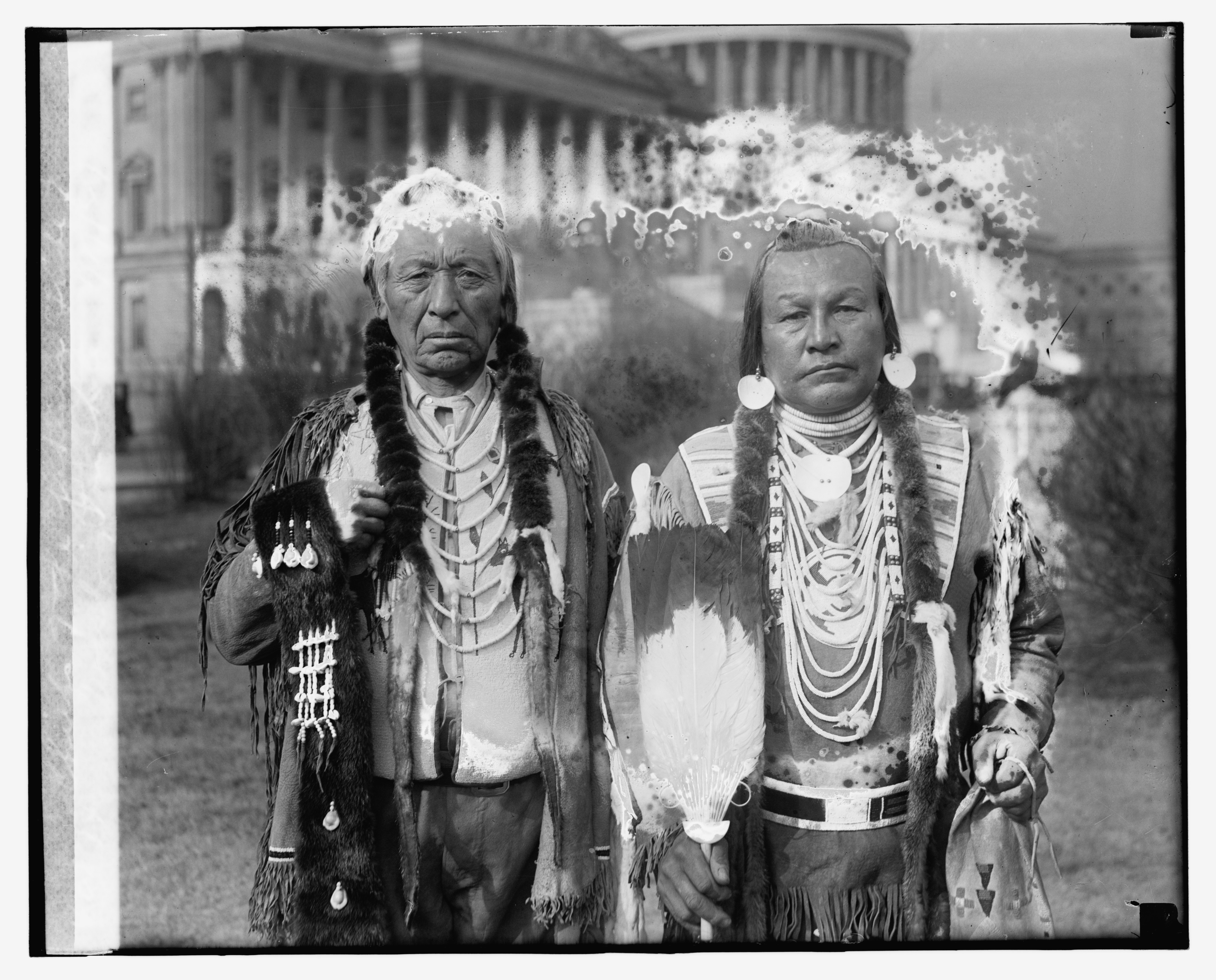
Chefs indiens de la tribu des Yakimas de l'État de Washington

Après la guerre des Bannocks en 1878, le gouvernement des États-Unis contraignit les Paiutes du Nord à quitter le Nevada pour se rendre dans la réserve de Yakama, bien que la plupart d'entre eux n'aient pas participé à la guerre. Les  cinq cents Paiutes de Washington furent soumis à des privations, pendant plus de dix années, avant d'être autorisés à retourner au Nevada Ils ont été forcés de se disputer les ressources et le logement limités dans la réserve avec des personnes qui y étaient établies depuis des décennies. Les Paiute ne sont pas retournés au Nevada avant l’agrandissement de la réserve indienne de Duck Valley en 1886, ce qui leur permit de se réunir avec leurs frères Shoeshone occidentaux.
En 1994, le conseil tribal des Yakima a voté à l'unanimité la modification de l'orthographe du nom de la tribu de Yakima à Yakama, ce qui correspond à l'orthographe du traité de 1855. La prononciation reste cependant la même.
La réserve de Yakama a été touchée par l'incendie de Cougar Creek, l'un des incendies de forêt de 2015 à Washington. Environ 80 % des incendies de Cougar Creek ont brûlé sur les terres de la réserve. Le Yakama a répondu par une opération d'exploitation forestière de récupération.

## Économie

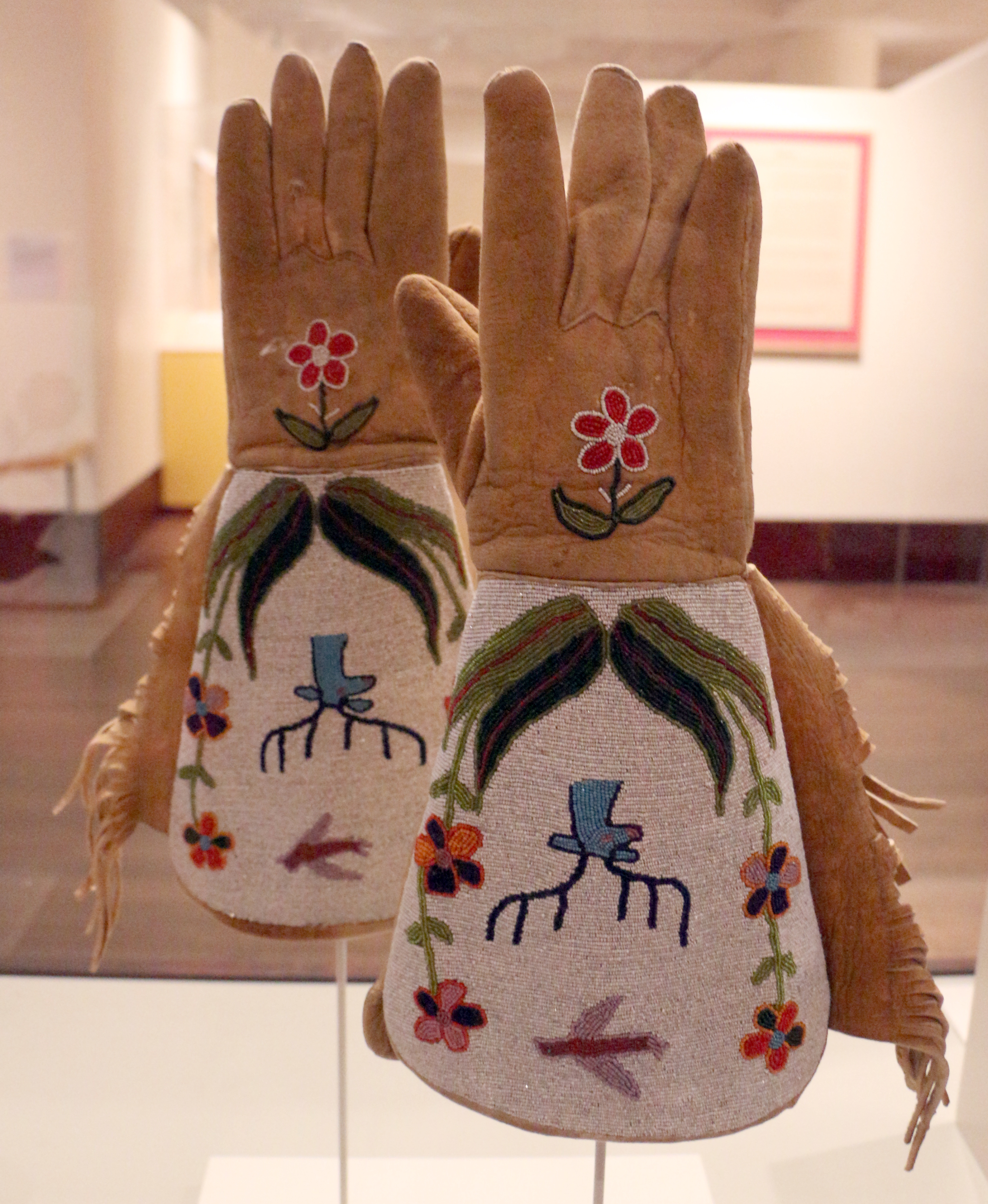
Gants Yakima, guanti, 1920-30. Collections du musée Eiteljorg.

La nation Yakama souffre d'une grande pauvreté et du chômage ; un rapport de 2005 indiquait que 42,8% des familles de la nation Yakama vivaient dans la pauvreté. En 2017, 1 800 familles sont sur liste d'attente pour l'obtention d'un logement tribal et le nombre de sans-abris est élevé. En 2016, environ cent trente personnes expulsées de logements tribaux ont installé un campement dans la réserve. Les membres de la tribu réagissent en construisant des maisons minuscules. 
La tribu entreprend des activités de gestion forestière, notamment une scierie qui soutient plusieurs centaines d’emplois dans la région.
La tribu exploite un casino, l'un des rares casinos amérindiens aux États-Unis à être « à sec » (sans alcool).